# Гайлс (округ Вуд, Вісконсин)
Гайлс (англ. Hiles) — місто (англ. town) в США, в окрузі Вуд штату Вісконсин. Населення — 152 особи (2020).

## Демографія
Згідно з переписом 2010 року, у місті мешкало 167 осіб у 62 домогосподарствах у складі 51 родини. Було 94 помешкання
Расовий склад населення:
| - 96,4 % — білих - 0,6 % — чорних або афроамериканців |

До двох чи більше рас належало 3,0 %. Частка іспаномовних становила 1,8 % від усіх жителів.
За віковим діапазоном населення розподілялося таким чином: 25,7 % — особи молодші 18 років, 62,3 % — особи у віці 18—64 років, 12,0 % — особи у віці 65 років та старші. Медіана віку мешканця становила 44,9 року. На 100 осіб жіночої статі у місті припадало 94,2 чоловіків;  на 100 жінок у віці від 18 років та старших — 106,7 чоловіків також старших 18 років.
Середній дохід на одне домашнє господарство  становив 80 929 доларів США (медіана — 73 611), а середній дохід на одну сім'ю — 90 203 долари (медіана — 74 722). Медіана доходів становила 52 188 доларів для чоловіків та 32 500 доларів для жінок. За межею бідності перебувало 5,4 % осіб, у тому числі 3,0 % дітей у віці до 18 років та 0,0 % осіб у віці 65 років та старших.
Цивільне працевлаштоване населення становило 114 осіб. Основні галузі зайнятості: роздрібна торгівля — 22,8 %, виробництво — 15,8 %, транспорт — 14,0 %, освіта, охорона здоров'я та соціальна допомога — 14,0 %.